# Olusha Cove
Die Olusha Cove (englisch; bulgarisch залив Олуша saliw Oluscha) ist eine 2,7 km breite und 1 km lange Bucht an der Nordwestküste der Trinity-Insel im Palmer-Archipel westlich der Antarktischen Halbinsel. Sie liegt nördlich des Consecuencia Point und südlich des Burya Point. Der Ketripor Hill und der Tower Hill ragen östlich von ihr auf.
Die bulgarische Kommission für Antarktische Geographische Namen benannte sie 2018 nach dem bulgarischen Trawler Oluscha, der von den 1970er Jahren bis in die frühen 1990er Jahre zum Fischfang in den Gewässern um Südgeorgien, um die Kerguelen, um die Südlichen Orkneyinseln, um die Südlichen Shetlandinseln und um die Antarktische Halbinsel operiert hatte.